# Acantholipes hypenoides
Acantholipes hypenoides là một loài bướm đêm trong họ Erebidae.